# 真壁刀義
真壁 刀義（まかべ とうぎ、1972年9月29日 - ）は、日本の男性プロレスラー、俳優、タレント、YouTuber。本名及び旧リングネームは真壁 伸也（まかべ しんや）。神奈川県相模原市出身。新日本プロレス所属。神奈川県立城山高等学校を経て帝京大学経済学部出身。血液型B型。

## 経歴

### 入門以前 - 若手時代
中学時代から柔道を経験し、帝京大学在学中に二段を習得。また、プリン真壁のリングネームで学生プロレスで活躍、サークルの後輩にDDTプロレスリングのHARASHIMA、AV男優のミートボール吉野がいた。卒業後の1996年4月に新日本プロレスへ入門。同期入門者には藤田和之がいる。
1997年2月15日、神奈川県いすゞ自動車大和体育館での大谷晋二郎戦で本名の真壁伸也としてデビューを果たす。
しかし、藤田と比べ身体能力・技術に著しく劣る上に、地味な風貌と一言多い性格が災いし、藤田や鈴木健想ら同期・後輩が続々とブレイクする中、真壁だけは何年もの間、長州力の雑用係をつとめながら前座のリングに立ちつづける不本意な日々を強いられた。
真壁が学生プロレスの出身だったことも災いし、当時は理不尽なまでのシゴキを受けていたが、山本小鉄にはトレーニングに取り組む様子を評価されていたという。
その後、長州をパートナーにIWGPタッグ王座挑戦やBEST OF THE SUPER Jr.に初出場、全日本プロレスのアジアタッグ王座を巡ったトーナメントに出場する機会を得るも、いずれも成果を残せなかった。

### 2000年 - 2005年
2000年に開催されたヤングライオン杯にて、準優勝を果たす。同年には挑戦者として獣神サンダー・ライガーと組み、金本浩二&田中稔組相手にIWGPジュニアタッグ王座に初挑戦するも敗北を喫する。2001年にはプエルトリコに武者修行に出発。これを機にヘビー級へ転向。
海外遠征から帰国後の2002年、KAIENTAI-DOJOの藤田ミノルと結託しヒールへ転身する。しかしなかなか花を咲かせずにいた。
そんな折、2003年に入るとフリーランスの高山善廣とタッグを結成。同年6月、突如プロレスリング・ノアの後楽園ホール大会に現れ、当時GHCヘビー、GHCタッグ（タッグパートナーは本田多聞）の二冠を保持していた小橋建太とのタイトルマッチを要求し、秋山準らノアの選手と乱闘を繰り広げた。7月16日の大阪府立体育会館大会で高山とのタッグで小橋&本田組とGHCタッグ王座をかけて対戦。小橋のショートレンジ式剛腕ラリアットで敗北を喫するも、この試合で奮闘を見せつけ自身の評価を上げた。2004年8月、G1 CLIMAXに初出場を果たしたのを機に、リングネームを真壁刀義に変更。
2005年、G1公式リーグ戦2日目に対戦した対中邑真輔戦でアキレス腱断裂の重傷を負い長期欠場となった。この時期は新日本が最も低迷していた時期でもあり、真壁も一度は本気で引退を考えたが、友人の応援で現役を続行することを決める。

### 2006年 - 2009年
2006年1月に復帰、新日本の別ブランドWRESTLE LANDでUNCHAINED GORILLAのキャッチフレーズを付与され、これをきっかけにブルーザー・ブロディと同じ入場テーマ曲である移民の歌に変更、入場の際にも首から掛けた鎖をブロディと同様にトレードマークとして使用し始めた。また、この頃よりメインイベンターとなりつつあった棚橋弘至や中邑真輔に対し「キレイどころはまかせる、あいつらにはできないプロレスをやる」というスタンスを取りデスマッチ路線に進出開始。インディー団体への出撃も積極的に行うようになる。
9月24日、アパッチプロレス軍が主催する興行のメインイベントに出場、ストリートファイト有刺鉄線バリケードマットチェーン・デスマッチルールで金村キンタローを破りWEWヘビー級王座を奪取する。真壁はこの一戦を皮切りに新日本、アパッチで怒涛のブレイクを果たし、「これが現実だ!」が決め台詞として定着。インディーの至宝とも呼べるWEW王座を乗っ取ったことで、「悪の王者」としてインディーファンから多くのブーイングを受けた。新日本では、天山広吉の呼びかけに応じる形でヒールユニット、G・B・Hのメンバーの一員として活動。徹底的に嫌われるヒールを目指した姿勢が評価され、徐々に人気を上げて行く。
2007年3月に開催されたNEW JAPAN CUP（略称 : NJC）では決勝で永田裕志に敗れ準優勝に終わった。7月6日には永田が持つIWGPヘビー級王座に初挑戦、G1 CLIMAXでは初の決勝トーナメントに進出を果たす。12月には同じくG・B・Hに所属する矢野通と共に東京スポーツプロレス大賞最優秀タッグチーム賞を受賞した。

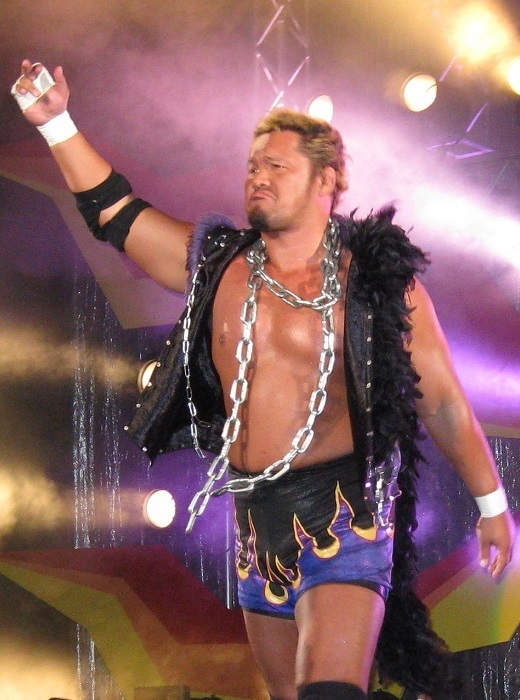
2008年

2008年1月4日、矢野と組みTNAのチーム3D（ブラザー・レイ & ブラザー・ディーボン）とハードコアマッチルール対戦したが敗戦した。2月17日、同タッグでジャイアント・バーナード & トラヴィス・トムコ組の保持するIWGPタッグ王座に挑戦、キングコングニードロップでトムコを破り第51代王者に戴冠する。また、同日に怪我から復帰した天山をG・B・Hから追放し二代目リーダーとしてユニットの指揮をとった。真壁はこの頃から甘党だったと矢野は語っている。
7月、ZERO1-MAXの火祭りに初出場しAブロックを1位で通過。決勝にコマを進めるが田中将斗に敗れ準優勝に終わった。日を間もなくして開催されたG1 CLIMAXでも決勝で後藤洋央紀に敗れ去り準優勝に終わる。9月21日に全日本プロレスへ流出したIWGPヘビー級王座を所持する武藤敬司とのタイトル戦に臨むも敗戦。G1 TAG LEAGUEでは矢野とのIWGPタッグ王者として出場するも、テンコジ（天山 & 小島聡組）に敗れて準優勝に終わった。
2009年1月4日、ハードコアマッチルールでチーム3Dの挑戦を受けるも、ピンフォール負けを喫して王座から陥落。2月15日にリマッチとして同タッグチームと対戦するが、自身がピンフォール負けを喫した。
4月5日、Resolution'09にて、中邑とシングルマッチで対決する。試合中に乱入してきた矢野から椅子攻撃を喰らう裏切りを受け、敗戦した。後に矢野は中邑と旧G・B・Hメンバーと共に新たなヒールユニットCHAOSを結成。唯一G・B・Hに残留した本間朋晃と共にCHAOSと抗争劇を繰り広げ、この頃からベビーフェイス色が強まっていった。6月20日、DOMINION 6.20にて、矢野とのシングルマッチで対戦。双方のセコンドが乱入する中、最後は試合に介入してきた中邑から顔面への膝蹴りを喰らい、矢野から鬼殺しでピンフォール負けを喫した。7月20日、再び同カードが組まれて勝利を収めた。
8月のG1 CLIMAXでは2敗1分と苦戦を強いられるも、その後は勝利を積み重ねていき、勝ち点7点でAブロックを1位で通過。準決勝でプロレスリング・ノアの杉浦貴を破り、決勝で中邑と対戦、キングコングニードロップでピンフォール勝ちを収め初優勝を果たした。
9月27日、空位となったIWGPヘビー級王座を賭けた試合で中邑と再戦するも、ボマイェでピンフォールを奪われ戴冠はならなかった。さらに試合後のコメントブースで飯塚高史の襲撃を受け因縁が勃発していった。11月8日に飯塚とチェーン・デスマッチを敢行しK.O.勝ちを収めるも、次シリーズで幾度となく襲撃され、12月5日に再度同じルールで対戦。コーナーで逆さ吊り状態となった飯塚の首をチェーンで締め上げ、レフェリーストップとなり抗争に終止符を打つ。12月8日、東京スポーツプロレス大賞で敢闘賞を受賞した。

### 2010年 - 2011年
2010年1月4日、プロレスリング・ノア対抗戦の先陣を切りモハメド・ヨネと対戦。キングコングニードロップで快勝した。9日に開催されたNOAHのグローバル・タッグ・リーグ戦では本間朋晃とのタッグで初出場。2月28日、日本武道館大会では杉浦貴の持つGHCヘビー級王座に挑戦したが敗れた。
5月3日、中邑の保持するIWGPヘビー級王座に挑戦し、立ち上がろうとした中邑の顔面に「キングコング・ニーアタック」を投下し、ピンフォール勝ちを収め同王座に初戴冠した。潮崎豪、中邑、田中を相手に3度の防衛に成功するも、同年に開催されたG1 CLIMAXで初の所属外選手として優勝を果たした小島に敗れ、王座から陥落した。その後、真壁は本間をパートナーにG1 TAG LEAGUEに出場するも、リーグ戦消化中に抗争を繰り広げていた田中のハードコア殺法を受けて首を負傷しリーグ戦も途中棄権となった。
2011年1月4日、首の負傷が完治しない中でレッスルキングダムVのセミファイナルで田中と対決し勝利。その後は小島と抗争を繰り広げ、幾度となくシングルマッチで激突。5月3日のシングル戦で小島に勝ち越しを収めた試合後は一度バックステージへ姿を消したが、タイチ、TAKAみちのく、さらに突如現れた鈴木みのるの襲撃を受けていた小島を救出し、握手を交わす。
28日の試合で6人タッグながら初めて小島とタッグを組み勝利し、試合後の小島の握手に応えたことで晴れて共同戦線を張った。ただし、タッグとしての共闘は互いの目的と利害が一致していただけであり、信頼関係でできたタッグでない暫定的なものである事を小島と共に主張している。6月18日、DOMINION 6.18にて、鈴木軍 の鈴木 & ランス・アーチャー組と対戦するが、小島が鈴木にピンフォールを奪われ敗戦。9月19日にG1で黒星を喫しているランス戦でリベンジを果たすと、10月10日に鈴木と対戦。鈴木のゴッチ式パイルドライバーで敗北した後、鈴木のセコンドに付いていた高山にエベレストジャーマンで追い打ちを掛けられたことで高山との因縁が勃発した。

### 2012年
2012年1月4日、レッスルキングダムVIの舞台で高山と対戦、キングコング・ニードロップでピンフォール勝ちを収めて雪辱を果たした。
4月のNEW JAPAN CUPでは優勝こそは逃すものの、新日本参戦後の鈴木に初勝利を収めた。6月16日、DOMINION 6.16にて、軍団抗争決着戦と銘打たれた鈴木と再度シングルマッチで対戦し勝利。一連の抗争に終止符を打つと、全試合終了後の勝利者インタビューで真壁はオカダ・カズチカを破ってIWGPヘビー級王座に返り咲いた棚橋の前に姿を現し、挑戦を表明する。7月1日、全日本プロレスとの共同興行サマーナイトフィーバー in 両国 WE ARE PRO-WRESTLING LOVE!におけるトリプルメインイベントのトリを飾り、棚橋の保持するIWGP王座に挑戦するもハイフライフローで敗北を喫した。
9月23日、DESTRUCTIONで、G1 CLIMAX最終日にリング上に現れた桜庭和志 & 柴田組の試合終了後に乱入し「この俺が喧嘩を買ってやる」とマイクパフォーマンスを行った。同じく喧嘩を買って出た井上亘とのタッグで二度対戦するが、いずれも敗戦。さらに試合を重ねるうちに柴田との因縁が激化し、シングルマッチを要求した。

### 2013年
2013年1月4日、レッスルキングダム7で柴田と対戦。後頭部へのキングコング・ニードロップを炸裂させ、勝利を収めた。
その後、CHAOSの高橋裕二郎と抗争を開始。THE NEW BEGINNING、NJC一回戦 での対戦を経て、5月3日、レスリングどんたくにて決着戦を行い、試合はキングコングニードロップで勝利を収め、抗争に終止符を打つ。同日行われたIWGPヘビー級選手権試合で防衛に成功したオカダに対して同王座への挑戦をアピールした。6月22日、DOMINION6.22にてオカダの保持するIWGPヘビー級王座に挑戦するも、レインメーカーでピンフォール負けを喫して王座奪取に失敗。
8月、G1 CLIMAXに出場。決勝進出に王手をかけた状態で最終日を迎え、公式リーグ戦の最後の相手であるプリンス・デヴィットと対戦。デヴィットのセコンドについていたバッドラック・ファレの介入を受けて、最後はピンフォール負けを喫し予選落ちとなってしまった。また、この一連の出来事をキッカケにデヴィット率いるBULLET CLUB（以下BC）との抗争に身を投じることとなり、9月29日、DESTRUCTIONでの棚橋 vs デヴィットによるランバージャック・デスマッチで、棚橋のセコンドにつき、試合に乱入してきたBCのメンバーを一掃し、棚橋を勝利に導いた。
11月に開催されたWORLD TAG LEAGUEでは、本間とのタッグG・B・Hとして出場。リーグ戦を制し、準決勝でBCのカール・アンダーソン & ドク・ギャローズ組と対戦するも、試合中にファレによる襲撃を受けて身動きが取れなくなり、リング上で孤立した本間がピンフォール負けを喫した。試合後もファレの暴走は止まらず、自身が入場時に首からさげているチェーンで首を絞められ、失神状態に追い込まれてしまった。それから一夜が明けて、真壁はファレに対して「完全決着」ルールによるシングルマッチを要求した。

### 2014年
1月4日、レッスルキングダム8の舞台で、K.O.、T.K.O、ギブアップのみで決着となる変則ルール、キング・オブ・デストロイヤーマッチでファレと対戦。ファレの必殺技、バッドラックフォールを喰らわされるもカウント9で立ち上がり、場外に設置されたテーブルに向けてパワーボムを放つと形勢逆転。最後はキングコング・ニードロップを二連発で決め、ファレからK.O.勝ちを収めた。
4月19日、Road to レスリングどんたく 2014にて、棚橋とのタッグでIWGPタッグ王者組のアンダーソン & ギャローズ組とノンタイトルマッチで対戦し、棚橋がアンダーソンからピンフォール勝ちを収めた。さらに5月3日のレスリングどんたく 2014にて行われたイリミネーションマッチにおいて、棚橋、内藤哲也、ライガーと組み、BC（アンダーソン & ギャローズ & ファレ & タマ・トンガ）と対戦し、最後は棚橋と共に生き残り勝利。試合後にマイクを握ると、棚橋とのタッグでIWGPタッグ王座に挑戦を表明したが、直後に後藤洋央紀 & 柴田勝頼がリング上に現れ、自分たちこそが次期挑戦者であると主張した。同月25日、BACK TO THE YOKOHAMA ARENAにて、棚橋とタッグを組み、IWGPタッグ王座ナンバーワン・コンテンダーマッチと銘打たれた試合で後藤 & 柴田組と対戦。試合終盤、後藤の放ったミドルキックが顎を直撃し出血するも、最後は後藤からキングコングニードロップでピンフォール勝ちを収めて挑戦権を獲得。しかし、試合後も出血が止まらない状態が続き診断の結果、下顎歯槽骨骨折を負っていたことが発表された。6月21日、DOMINION 6.21のセミファイナルにて復帰。棚橋とのタッグでIWGPタッグ王座を保持するアンダーソン & ギャローズ組に挑戦するも、終始負傷箇所である顎を攻め込まれ、最後はマジックキラーでピンフォール負けを喫し王座奪取とはならなかった。
その後、顎の負傷の原因を作った後藤と抗争を開始。7月21日より開催されたG1 CLIMAX公式戦で後藤と対戦するも、最後は顎にヘッドバットを喰らい、昇天・改を決められピンフォール負け。その後も戦績は振るわず、4勝6敗という結果に終わった。G1閉幕後も後藤と抗争を展開していき、DESTRUCTION in KOBEにて、再び後藤とシングルマッチで激突。最後はキングコングニードロップでピンフォール勝ちを収めた。翌々23日、DESTRUCTION in OKAYAMAにて、今度は後藤とタッグマッチで対戦し、その試合後に後藤と握手を交わし和解を果たした。
11月8日、POWER STRUGGLEにて、NEVER無差別級選手権試合として行われた石井智宏 vs 後藤戦で後藤のセコンドに付く。試合は後藤が敗戦しリング上で後藤を介抱する中、王座防衛に成功した石井に挑発され、同王座への挑戦が決定的となった。

### 2015年
2015年1月4日、レッスルキングダム9にて、石井の保持するNEVER無差別級王座に初挑戦し、最後はキングコング・ニードロップでピンフォール勝ちを収め、第6代王者となる。2月14日、THE NEW BEGINNING in SENDAIにて、石井を挑戦者として迎えた初防衛戦のカードが組まれていたが、前日にインフルエンザに感染したことから欠場が発表され王座を返上。NEVER王座は真壁のリザーバーである本間朋晃と石井で争われ、試合は石井が制して第7代王者となった。インフルエンザから回復した後は引き続き石井と抗争を繰り広げ、4月29日、レスリング火の国にて、再び石井とNEVER王座を賭けて対戦。最後は立ち上がろうとする石井の顔面に「キングコング・ニーアタック」を投下させて勝利を収め、第8代王者に返り咲いた。その後、7月5日、DOMINION 7.5 in OSAKA-JO HALLにて、三度NEVER王座を賭けて石井と対戦し、勝利を収めて初防衛に成功した。
7月、G1 CLIMAXにNEVER王者として出場したが、最終日を待たずして予選落ちが確定してしまい、4勝5敗という成績で終わった。その中でも最終公式戦で対戦した飯伏幸太に敗北を喫したことから因縁が芽生え抗争に発展。9月23日、DESTRUCTION in OKAYAMAにて、NEVER王座の防衛戦として飯伏と対戦。最後は本邦初公開となったスパイダードラゴン・スープレックスからキングコング・ニードロップを炸裂させ、2度目の防衛に成功した。10月12日、KING OF PRO-WRESTLINGにて、NEVER王座3度目の防衛戦として石井と対戦したが敗戦し同王座から陥落した。
11月、WORLD TAG LEAGUEに本間とのタッグG・B・Hとして出場。開幕して以降2連敗を喫するも、その後は連勝を重ねていき、Aブロック1位で決勝に進出する。12月9日、優勝決定戦としてBブロック1位で通過したロス・インゴベルナブレス・デ・ハポン（内藤哲也 & EVIL）と対戦。最後は本間がEVILからピンフォール勝ちを収め、初優勝を飾った。

### 2016年
2016年1月4日、レッスルキングダム10にて本間とのタッグG・B・Hとして、BCのアンダーソン & ギャローズ組の保持するIWGPタッグ王座に挑戦。最後はキングコング・ニードロップでギャローズからピンフォール勝ちを収め、本間と共に第69代王者組に就いた。2月14日、THE NEW BEGINNING in NIIGATAにて、IWGPタッグ王座の初防衛戦として前王者組のアンダーソン & ギャローズ組と再び対戦。試合は本間がアンダーソンからピンフォール勝ちを収め初防衛に成功。4月10日、INVASION ATTACK 2016にて、IWGPタッグ王座2度目の防衛戦としてゲリラズ・オブ・デスティニー（タマ・トンガ & タンガ・ロア）と対戦したが本間がピンフォール負けを喫してしまい、王座から陥落した。
11月、WORLD TAG LEAGUEに、前年と同じく本間とのタッグG・B・Hとして出場。BブロックにてSANADA & EVIL組と勝ち点10点で並ぶも、直接対決で勝利したことにより1位となり決勝に進出する。12月10日、優勝決定戦としてAブロック1位で通過したタマ・トンガ & タンガ・ロア組と対戦。最後は真壁がタンガからキングコング・ニードロップでピンフォール勝ちを収め、優勝・2連覇を飾った。

### 2017年
2017年1月4日、レッスルキングダム11にて本間とのタッグG・B・Hとして、タマ・トンガ & タンガ・ロア組の保持するIWGPタッグ王座に挑戦。CHAOSの矢野通 & 石井智宏組も交えた3ウェイマッチの結果、矢野がタンガからピンフォール勝ちを収め、真壁組の王座奪取とはならなかった。その後、2月5日のTHE NEW BEGINNING in SAPPORO、2月11日のTHE NEW BEGINNING in OSAKAでも、G・B・Hとして3ウェイ式のIWGPタッグ王座戦を戦ったが、いずれも矢野組の勝利に終わった。特に2月5日の試合では、真壁が矢野にピンフォール勝ちを献上する結果となってしまった。
2月21日、後楽園ホールにて真壁のデビュー20周年記念興行である 真壁刀義 20th anniversary を開催。メインイベントにてノンタイトルながら真壁 & 本間組対矢野 & 石井組戦を行い、最後は真壁が矢野からキングコング・ニードロップでピンフォール勝ちを収めた。試合後、再度のIWGPタッグ王座の矢野組への挑戦、および「新日本プロレスをさらなるランクアップさせるため、俺にしかできないことがある」との理由で3月からのNEW JAPAN CUPを出場辞退する意向を表明した。この「俺にしかできないこと」とは、NHKの大河ドラマ『おんな城主 直虎』への出演であり、撮影時期とNEW JAPAN CUPの開催時期が重なったための出場辞退であった。しかし3月3日の沖縄大会にて本間が負傷、中心性頸髄損傷により長期欠場となることから、IWGPタッグ王座への挑戦を辞退した。
7月からのG1 CLIMAXは4勝5敗に終わった。11月からのWORLD TAG LEAGUEは、本間の欠場が続いていたため、新パートナーに志願してきたトーア・ヘナーレとのタッグで出場。Bブロックにて1勝6敗に終わった。

### 2018年
1月27日、THE NEW BEGINNING in SAPPOROにて、鈴木みのるが棚橋弘至よりIWGPインターコンチネンタル王座を奪取後、テレビ放送席で解説を務めていた真壁を挑発。翌日の試合は、鈴木の試合後に真壁が乱入し、両者の因縁が勃発した。3月6日、大田区総合体育館での旗揚げ記念日大会にて、鈴木の所持するIWGPインターコンチネンタル王座に挑戦。約3年ぶりとなるシングル王座を目指したが、鈴木からの右膝への攻撃などに苦戦し、最後はゴッチ式パイルドライバーにてピンフォールを奪われ、戴冠とならなかった。
3月9日、右膝の負傷によりドクターストップとなり、後楽園ホール大会を欠場。その後の3大会も欠場となった。
8月12日、日本武道館で開催された『G1 CLIMAX 28』はAブロック予選を中盤に6連敗して3勝6敗となってしまい、勝ち点6で同点最下位5人の内の1人となって敗退。
11月からのWORLD TAG LEAGUEは、前年と同じくヘナーレとのタッグで出場、4勝9敗に終わった。12月9日、岩手産業文化センター・アピオでの最終戦にて、矢野通が試合後もバッドラック・ファレに蹂躙されていたところ、テレビ放送席で解説していた真壁がリングに飛び込んで救出。矢野はかつてG・B・Hを裏切った相手であり、解説でも真壁は「俺は矢野の野郎とわだかまりがある」と語っていたが、一気に雪解けが予感される出来事となった。

### 2019年
1月4日、レッスルキングダム14の第0試合にて、NEVER無差別級6人タッグ王座の次期挑戦チームを決定するガントレット・マッチ（勝ち残り戦）に、矢野通、田口隆祐とのチームで出場。最も有利な5番目の入場で、鈴木みのる & デイビーボーイ・スミスJr. & ランス・アーチャー組に勝利。同王座への挑戦権を獲得した。
翌1月5日、後楽園ホールでのNEW YEAR DASH!!にて、NEVER無差別級6人タッグ王座の石森太二 & タンガ・ロア & タマ・トンガ組に、真壁 & 矢野 & 田口組で挑戦したが、高橋裕二郎とチェーズ・オーエンズの乱入もあり、真壁がロアにフォールされ王座奪取に失敗。
1月30日、仙台サンプラザホールでのRoad to THE NEW BEGINNING最終戦にて、再び真壁 & 矢野 & 田口組で同王座に挑戦。田口が石森からタップを奪い、第19代のNEVER無差別級6人タッグ王座に就いた。

## タイトル歴
新日本プロレス

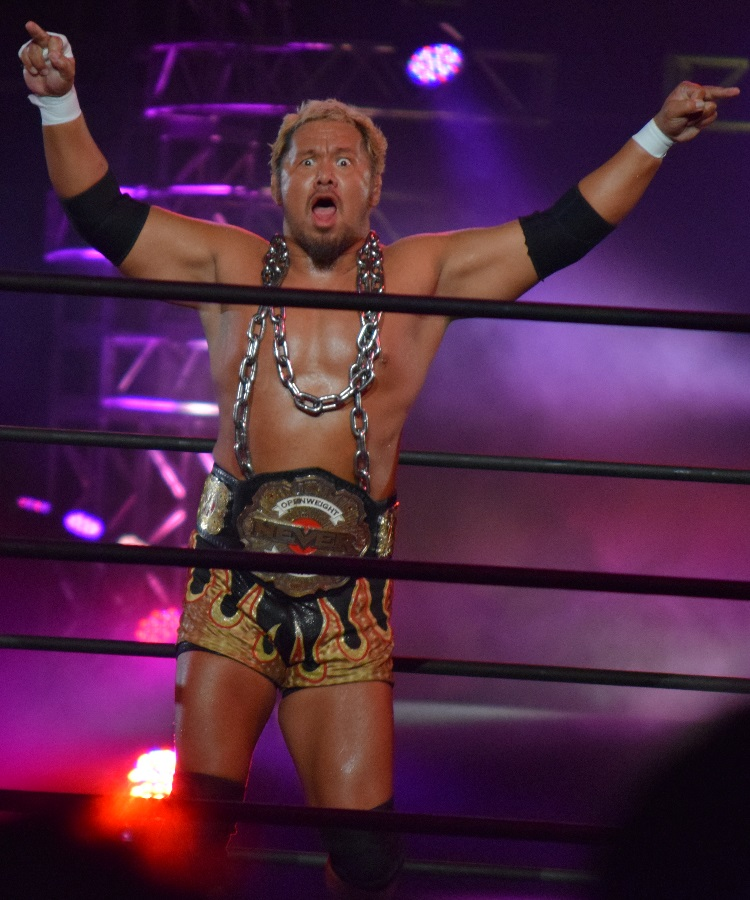
NEVER無差別級王座を腰に巻く真壁

- IWGPヘビー級王座 : 1回（第54代）
- IWGPタッグ王座 : 2回（第51代, w / 矢野通、第69代, w / 本間朋晃）
- NEVER無差別級王座 : 2回（第6、8代）
- NEVER無差別級6人タッグ王座 : 1回（第19代, w /矢野通 & 田口隆祐）
- 暫定IWGPタッグ王座 : 1回（w / 越中詩郎）
- G1 CLIMAX 優勝 : 1回（2009年）
- WORLD TAG LEAGUE 優勝 : 2回（2015年、2016年, w / 本間朋晃）

アパッチプロレス軍
- WEWヘビー級王座 : 1回（第2代）

英連邦
- 英連邦インターコンチネンタル王座 : 1回

プロレス大賞
- 最優秀タッグチーム賞（2007年, w / 矢野通）
- 敢闘賞（2009年）

## 単発興行との相性
- 他団体を含む、若手レスラーのみの興行「ライオンズロード」にてプロデューサーを務めるも、試合を提供した団体に「そこに戦いはあるのか」などと批判し、物議を醸す。DDT社長の高木三四郎と参戦していた同団体の選手HERO!（HARASHIMA）はこれに対して反論、かつて真壁の大学の後輩だったHERO!は対戦要求し受諾されるも実現には至ってなかった。その後、若手選手の成長もあり、同興行は打ち切りとなった。
- 「LOCK UP」第1回興行でメインイベント後に乱入し、当日のメインイベントに出場していた金村キンタローに「真壁は呼んでないよ」と言われるも、空気を読まないギミックを貫いた。この金村の「真壁は呼んでいない」発言が真壁を覚醒させ、現在の“暴走コング”と呼ばれる地位を確立させたとも言われる。第2回興行ではリングから柔らかいコーナークッションを外し、蛍光灯などの凶器で血だるまになるほど殴られている関本大介をクッションで殴打するコミカルな一面を見せた。第3回興行でもコーナークッションを外すが、外すだけでその後は普通に試合を行った。しかし第5回興行ではマンモス佐々木との金網デスマッチでメインイベンターを務め、アパッチプロレス興行では前述の金村率いるアパッチ軍の強大な敵として存在を確立するなど、「単発興行との相性が悪い」というイメージを払拭した。
- 前述のDDT・HARASHIMAとは、2010年3月14日DDT後楽園大会でシングルマッチで対戦し真壁が勝利している。試合後、メインイベンターを務めた前年の新日本・DDTそれぞれの両国国技館大会を例に挙げ、「同じ穴のムジナ」と話した。その後、関本大介とのKO-D無差別級選手権試合を控えたHARASHIMAを新日本道場に招いて合同練習を行い、自らスパーリングパートナーを務めるなど、仮想・関本としてHARASHIMAのKO-D無差別級王座奪取に貢献している。

## 得意技

### フィニッシュ・ホールド

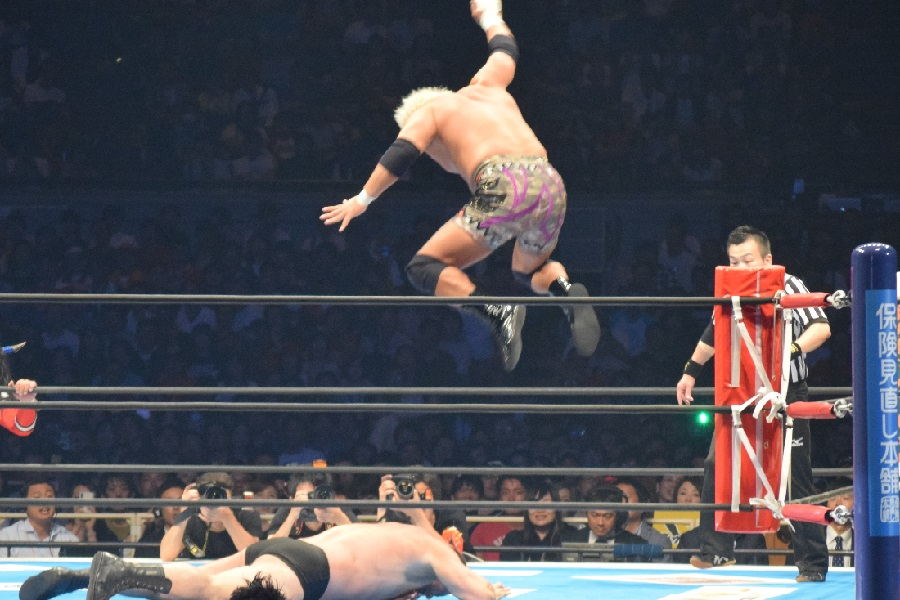
キングコング・ニードロップ
トップロープから放つニー・ドロップで、真壁の主なフィニッシュ・ホールド。
下記のラリアット、大一番ではスパイダー・ジャーマン・スープレックスで相手をグロッキー状態に倒した後に繰り出すことが多い。
G・B・H時代は矢野との合体技も存在。その際は、矢野がカナディアン・バックブリーカーの体勢で担いだ相手に対して真壁が同技を繰り出す合体キングコング・ニードロップの名称として知られ、同タッグでもフィニッシャーとして用いられていたが、短期間で使用を控えている。
キングコング・ニーアタック
コーナー最上段からジャンプし、立っている相手の顔面に膝を叩き込むダイビング・ニーアタック。言わば立っている相手に決めるキングコング・ニードロップ。
普段は滅多に使用せず、相手がしぶとく立ち上がろうとした際など、大一番の試合のみごく稀に使用する。
この技でIWGPヘビー級王座を初戴冠し、石井智宏相手にNEVER無差別級王座を防衛した。

### 打撃技
エルボー
逆水平チョップ
へッドバット
袈裟斬りチョップ
走り込みながら攻撃してくる相手へのカウンター技として使用。真壁の場合は主に大一番でのみ使用することが多く、この技からキングコングハンマーに繋いでいく。
キングコングラリアット
真壁のラリアットは、ロープの反動を利用したラリアットやショートレンジ式ラリアットを得意とする。相手の起き上がりざまに3連発で見舞ったり、鎖を腕に巻き付けたチェーンラリアット、タッグマッチの際に二人まとめて両腕でなぎ倒すキングコングダブルラリアットも敢行する。また、中指を立てて「ファック・ユー」と相手を挑発してから敢行することが多い。
キングコングハンマー
両手の指を組み、両腕を相手の顔面にかちあげ式で叩きつける、ダブルアックスハンドル。
ナックルパート
握り拳で相手の顔面を殴りつける技。真壁刀義と改名してから使用するようになった。テーピングでかためた右拳で殴るのが基本的である。つねにこの打撃技を使う。本来は反則技であるために、反則カウントをとられていたが、ベビーターンしてからは、この技を使うたびに観客から歓声が上がるためか、レフェリーがカウントを取ることが少なくなった。
近年では基本的にコーナーに座らせた相手の脳天に拳を10回打ち込み（この時、観客は拳が当たるたびにコールを送る）、高笑いした後でスパイダージャーマンやノーザンライトスープレックスなどスープレックス系投げ技に繋ぐのが基本である。

### 投げ技
ブレーンバスター
雪崩式ブレーンバスター
ジャーマン・スープレックス
若手時代からの真壁の得意技。ブリッジがしなやかで綺麗なためフォームが美しい。
スパイダー・ジャーマン・スープレックス
ここからキングコング・ニードロップに繋ぐのが真壁の必勝パターンではあるが、何もせずに降りることもある。相手が投げさせまいと粘る際には対角線の鉄柱に顔面をぶつけて敢行する。大一番などではドラゴン・スープレックスや向かい合ったパワー・スープレックスの状態で投げることもある。
ノーザンライト・スープレックス
こちらも若手時代からの得意技。現在でも串刺し式ラリアットやコーナーに上がり連打式のナックルパートを掛け終えた後からの繋ぎ技として使用している。
ドラゴン・スープレックス
真壁の奥の手ともいえる必殺技。ブリッジがきれいなために相手によっては危険角度で落とすことがある。
パワースラム
突進してくる相手にカウンターで出すことが多い。使用頻度は低いものの雪崩式も使用する事があり、2010年にIWGPヘビー級王座を戴冠した試合で雪崩式を行った際、対戦相手の中邑真輔の古傷である肩鎖関節を脱臼させて勝利を収める要因にもなった。
パワーボム
ジャンピング両膝着地式。担ぎ上げた状態で数秒保ち、タメを作って落とす滞空式パワーボムも得意とする。大一番（主に東京ドーム大会）では机目掛けて相手を投げ落す、投げっ放し式を行う。
デスバレーボム
サードロープに机を掛け、そこへ背中から落とす危険な技も敢行する。デスフォールを開発したことと2010年末に頚椎を負傷し首への負担が大きくなった為、使用限度が減っている。
デスフォール（キングコングデスバレーボム）
ファイヤーマンズキャリーの体勢から自身も前転して背中をマットに叩きつける変形のデスバレーボム。2008年のNJC1回戦で飯塚高史に初公開。おもにシングルマッチで使用し、この技からフィニッシュにつなげることもある。通常のデスバレーボムとよく間違われる。
フィッシャーマンバスター
パイルドライバー
パイプ椅子へのパイルドライバーなどを敢行する。落とすときに軽くジャンプしてから落とす。近年ではあまり使われない。

### 関節技
ドラゴンクラブ
変形のテキサスクローバーホールド。
監獄固め
変形の足4の字固め。マサ斉藤の代名詞的技として知られる。2008年のG1 CLIMAXで初披露し、それ以降、真壁はこの技をフィニッシュホールドとして使うこともある。

### 反則技
凶器攻撃
ラリアットの欄にあるように鎖を使うことが多く、場外では椅子や鋏などを持ち出すこともある。当然ながら反則である故、リング上ではレフェリーのダウンしている時やセコンド介入など、レフェリングのブラインドを突く形で行われる。しかしながら、レフェリー健在でもチェックがほとんど行われないようなことも稀にある。対戦相手が頭部に傷を負い、流血試合になることが多い。

### 合体技
こけしインパクト （w/本間朋晃）
真壁が相手を肩車で担ぎ上げたところを本間がコーナー最上段からこけしロケットを決める合体技。

## 入場テーマ曲
- Immigrant Song / 布袋寅泰（現在）※ブルーザー・ブロディが使用していた入場曲「移民の歌」を布袋がカバーした物。だがこの曲は試合会場及びテレビ放送以外では著作権の問題の影響でLIVE配信では流すことはできない為、別の曲（旧G・B・H及びヘビーターン初期は無音）を流すようにしている。
- BLACK BETTY / Ram Jam

## 芸能活動
2012年に日本テレビの情報番組『スッキリ!!』にてスイーツ担当レポーターとして出演したのを皮切りに、本格的に芸能活動を開始。同番組では「スイーツ真壁」を名乗り、一般にも定着した。そのため、新日本の地方大会の新聞広告に「TVでおなじみ スイーツ真壁参戦!」と掲載されることがある。アリオ橋本に訪れた時は地元在住の母親が応援に駆けつけている。
2017年にはNHKの大河ドラマ『おんな城主 直虎』に出演するなど、俳優としても活躍している。プロレスの試合を休んでまでドラマの収録に参加しているが、その理由として「スイーツ真壁をきっかけに興味を持ってもらえれば、プロレス界に還元できる」「ドラマでどれだけ喜怒哀楽を表現して、観ている人の感情を揺さぶることができるのか。自分自身の挑戦」の2点を挙げている。
『空耳アワー』のVTRに出演した際に、右手を怪我しており、わざわざタモリや安斎肇のために手紙を書いて、手を怪我していたことを謝罪していた。

## その他
- 「サンキューな」（2009年のG1初制覇時）が名セリフとして有名だが、これを最初に使ったのは越中詩郎である。当時G・B・Hで真壁と共闘していた越中が、2007年5月に永田裕志の持つIWGPヘビー級のシングルのベルトに挑戦して敗れた際に、試合後の記者の呼び掛けに対して、一言だけ「サンキュー。サンキューな」と答えたものが元祖である。
- 相手を挑発する際に「3分以内で倒す」と宣言することがあるが、宣言対象に3分以内で勝利したことはない。
- 同じ新日本所属の天山同様に「かみつく」「叩き潰す」「コラ（オラ）」などの伝統的な罵り方を好んで使う。
- 吉野家の牛丼好きを公言しており、その縁もあって2012年10月、真壁の40歳と新日本プロレス発足40周年を記念して同社と「吉野家×新日本プロレス　牛焼肉丼100円割引クーポン配布」のコラボレーションキャンペーンを行った。[57]
- 甘党であり、大好物はモンブランである。甘いものはもともとはそれほど好きではなかったが、新弟子時代、過酷な練習としごきで外出も許可されない状況の中で、先輩がファンから大量に甘いものを差し入れされて「食べきれないが、残したらファンの方に失礼だから」ともらうことが唯一の幸せであったことがきっかけ。しかし、ファンから尋常では無い量のスイーツが差し入れられる為かスイーツに飽きてしまい、最近はハンバーガーにハマっているという[58]。
- スイーツ関連でバラエティに出演するようになってから、食レポは完璧だが顔が怖い事でクレームになったことがあり、本人はかなり傷付いているという。
- 読売ジャイアンツのファンで、2010年と2011年の1月最初のジャイアンツの球場練習では、同じジャイアンツファンの4代目タイガーマスクと共に同じ相模原市出身の原辰徳監督と対談している。
- 新日初のアメリカ大会でアメリカに滞在中、『ワールドプロレスリング』の特別企画のクイズコーナーで4代目タイガーマスクとタイガー服部の3人で回答者として参加した（回答場所はタイムズスクエア、マディソン・スクエア・ガーデン前、エンパイア・ステート・ビル前）[59]。
- G・B・Hが本間とのユニットとなってからは本隊・ベビーフェイス色が強くなっており、本来の人柄の良さが前面に押し出されている。また、カードゲームの『キングオブプロレスリング』でも真壁の所属ユニットはG・B・Hと新日本本隊、スタイルはベビーフェイスとなっている。だがテレビ番組などでは今でも「悪役レスラー」、「強面ヒールレスラー」などと紹介されることも多い。
- ヘアはパーマではなく癖毛であり　髪の根元が黒く毛先の方が金髪のヘアスタイルでキメている。
- 岡山県に立ち寄る際には、笠岡市にある「おっつぁんラーメン」に毎回来店しており自身のブログにも写真を載せている。
- 上記の通り首から金属製の鎖を掛けているが、首への負担が大きいため、長時間のテレビ収録の時にはプラスチック製に変えている。自身は金属アレルギーであり、使用している鎖にはコーティングが施されていることなどを2015年4月、ダウンタウンDXに出演した際プロレス好きの勝俣州和から暴露された。
- ラジオ番組出演の場合は、怒鳴り散らす形ではなく鎖の擦過音を使うことで自身の存在感を示すため、金属製の鎖を使用する。
- 前述したように長州力の付き人役を長期間こなしていた。若手は先輩に対し「もう一度言ってください」というような「二度聞き」は厳禁という掟があり、長州の滑舌の悪さに大変苦労したと語っている。
- 長くパートナーを組んでいる本間朋晃の言葉を聞き取れない事がある。
- フリーアナウンサーの川田裕美のファンであることを公言している。2017年4月には『ダウンタウンDX』の番組内で川田に公開告白し、和菓子デートの約束を取り付けた[60]。

## メディア出演

### テレビドラマ
- 警部補矢部謙三2（2013年7月12日、8月30日、テレビ朝日）[61]
- 牙狼〈GARO〉-阿修羅- （2016年7月2日、テレビ東京） - ザルギン 役
- おんな城主 直虎（2017年、NHK総合） - 力也 役
- 全力失踪（2017年10月8日、NHK BSプレミアム） - 宇佐美勇二 役
- 第42回創作テレビドラマ大賞「週休4日でお願いします」（2019年3月29日、NHK総合） - 男1 役[62]
- ルパンの娘（フジテレビ） - 依田 役
- 浦安鉄筋家族（2020年4月11日 - 、テレビ東京） -  本人役
- レッドアイズ 監視捜査班 第4話 （2021年2月13日、日本テレビ） - 神流川羊介 役
- 警視庁アウトサイダー 第1話（2023年1月5日、テレビ朝日） - 本人 役[63]
- パリピ孔明 第1話（2023年9月27日、フジテレビ） - 張飛 役[64]
- 全領域異常解決室 最終話（2024年12月18日、フジテレビ） - 大和田光男 役[65]

### テレビバラエティ
- 激変!ミラクルチェンジ（2010年、TBS）
- 埼玉西武ライオンズ情報（テレ朝チャンネル2、2012年度野球中継終了後の穴埋めプログラム）
- スッキリ!!（2014年 - 2016年3月、日本テレビ、「YO!チェック」→「うまいッス!!」→「スイーツ真壁のうまいッス!!」）[66]
- ヴァンガ道（2013年4月6日 - 12月28日、テレビ愛知） - 「ヴァンガれ! ストレッチ体操」のみ出演
- 水曜だけど土曜の番組

### テレビアニメ
- タイガーマスクW（2016年 - 2017年） - 本人役
- カードファイト!! ヴァンガード（2018年） - 本人 役[67][68]

### Web番組
- NTTコミュニケーションズ PROJECT SHOW-A to B「極貧家族戦隊エビセン」（goo、2012年配信）第5話、第6話[69] - マカベ 役
- 風雲!たけし城 （Amazon Prime Video、2023年4月21日 - ）
- パリピ関羽&張飛（FOD、2023年11月1日） - 張飛 役[70]
- ドンケツ（DMM TV、2025年4月25日 - ） - 藤野 役[71]

### CM
- パチンコビッグタイガー （2010年）
- カードファイト!! ヴァンガード（2012年、ブシロード）
- ボートピア名古屋「築地口クライマックス」（2016年4月23日 - ）[72]
- ソフトバンク　みんな家族割「白戸家・父の職業」篇[73]（2017年11月、ソフトバンク）

### 映画
- 監督・ばんざい!（2007年、北野武監督）
- フジミ姫〜あるゾンビ少女の災難〜（2013年、菱沼康介監督）
- パパはわるものチャンピオン（2018年9月、ショウゲート）- スイートゴリラ丸山 役[74]
- 一度死んでみた（2020年3月20日公開、松竹）- ワトスン製薬の手下 役
- キングダム2 遥かなる大地へ（2022年7月15日公開）- 沛浪役
  - キングダム 運命の炎（2023年7月28日公開）- 沛浪役[75]
  - キングダム 大将軍の帰還 （2024年7月12日公開）- 沛浪役
- パリピ孔明 THE MOVIE（2025年4月25日公開） - 張飛 役[76]

### 吹き替え
- マッドマックス 怒りのデス・ロード（2015年、ジョージ・ミラー監督） - リクタス・エレクタス 役（ネイサン・ジョーンズ）[77]

- キングコング:髑髏島の巨神（2017年、ジョーダン・ヴォート＝ロバーツ監督） - レルス 役（ユージン・コルデロ）[78]

### 劇場アニメ
- 探偵オペラ 逆襲のミルキィホームズ 劇場版（2016年2月27日） - フェルダー 役[79]
- 映画ドラえもん 新・のび太の日本誕生（2016年3月5日） - クラヤミ族 役[80]
- 鷹の爪8 〜吉田くんのX（バッテン）ファイル〜（2016年8月27日） - 本人 役[81]

### ゲーム
- LET IT DIE（2017年、ガンホー・オンライン・エンターテイメント） - マックス・シャープ 役（声の出演）

### プロモーションビデオ
- Sweet Licious「Delicious」（2013年10月2日配信開始、ポニーキャニオン）[82]
- ふなっしー「ぶぎぶぎふなっしー」（2004年8月20日発売、ユニバーサルミュージックジャパン）[83]
- ウンタカ!ドラドラ団「ウンタカダンス」（CD未発売、映画『ドラえもん 新・のび太の日本誕生』の応援ソング） - 自身もメンバーとして一部歌唱
- GRANRODEO「move on! イバラミチ」（2017年8月2日、ランティス） - モテゴリラ 役[84]
- GENERATIONS from EXILE TRIBE「DREAMERS」（2019年8月28日発売、rhythm zone） - 大男の客 役[85]
- メガドライブ ミニ2「プロモーション映像」（2022年6月3日、セガ） - ピーター・C・エンダー 役[86]

## 著書
- 『スイーツ真壁のうまいッス!! ～プロレスラー真壁刀義が挑んだ噂のスイーツ158～』（2015年4月2日、KADOKAWA/角川マガジンズ）
- 『だから、俺はプロレスで夢を追う！』（2016年2月29日、徳間書店）[87]

このほか学生時代からの友人・小松和馬が執筆した評伝『真壁刀義―Thank youな!』（2010年9月、ベースボールマガジン社）がある。